# 碓氷関所

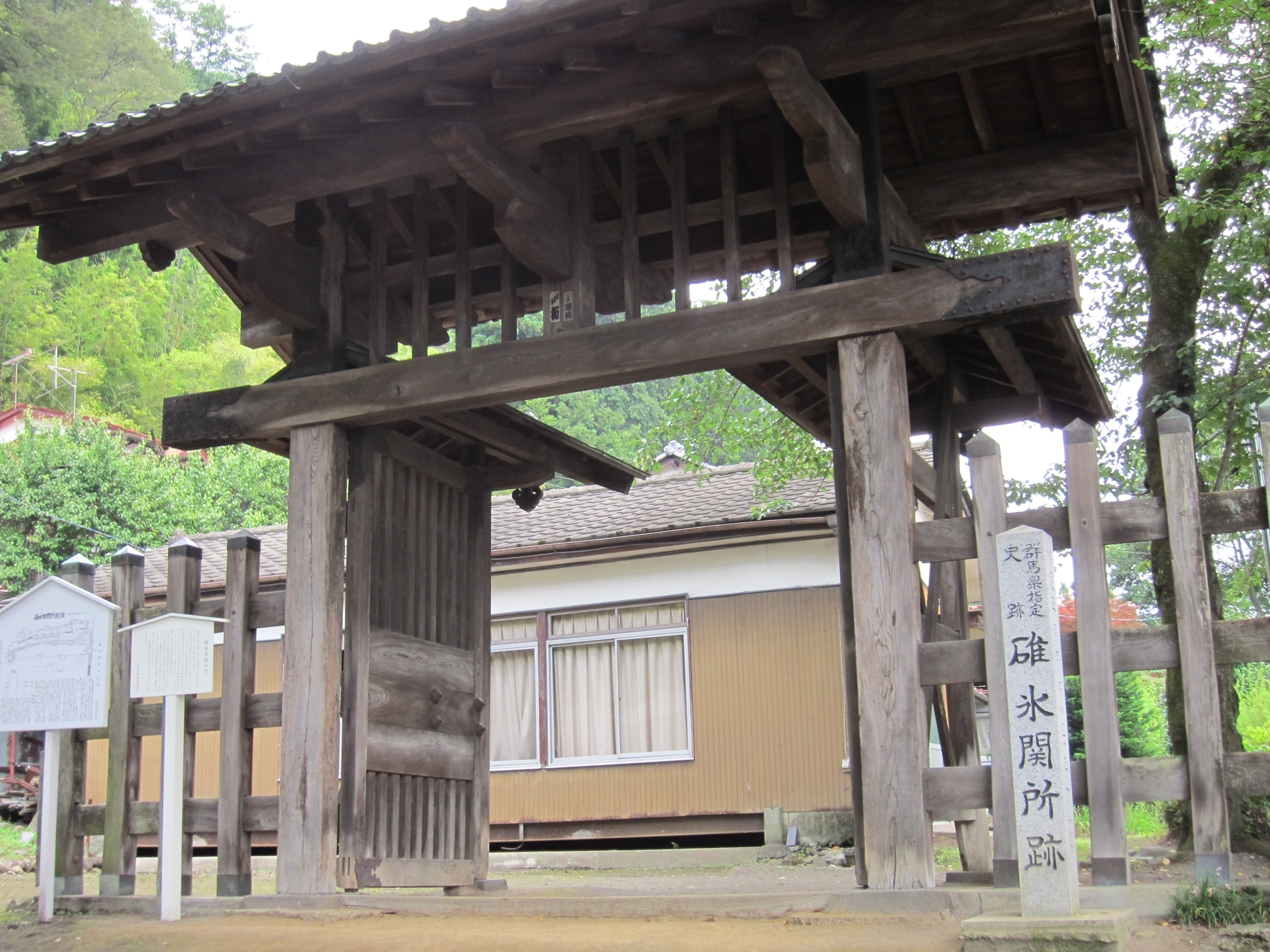
碓氷関所東門（復元）

碓氷関所（うすいせきしょ）は、中山道で上野国の松井田宿と坂本宿の間、現在の群馬県安中市松井田町横川にあった関所である。江戸時代には東海道の箱根関所、中山道の福島関所とともに重要な関所とされた。跡地は国の史跡に指定されている（史跡「中山道」のうち）。1日の通行数は上り（京都方面）で2、3百人から5、6百人であった。

## 背景
碓氷関所のおこりは、平安時代昌泰2年（899年）、醍醐天皇の時代、太政官符により相模足柄とともに碓氷坂に設けられたと言われている。昌泰3年（900年）の太政官符には関の設置と通過の取締が『類聚三代格』に記されており、関所の通過には過所（過書）を要して取り締まり、その後は部内が安静になったという。
中世には、『安中志』によると、関長原（現・安中市松井田町横川関長）に関所が置かれていた場所の近くに仮番所が作られた。

## 江戸幕府と碓氷関所

### 関所の設置
近世の碓氷関所は、天正18年（1590年）に徳川家康の命令で箕輪城主・井伊直政が碓氷峠に関所を置いたのに始まるとされる（『新訂寛政重修諸家譜』12巻）。その後文禄元年（1592年）に伊奈忠次と大久保長安が横川村に関所を経営し、慶長19年（1615年）の大坂冬の陣に際し井伊直勝が関長原に仮番所を置いて警備を行った。元和9年（1622年）徳川秀忠の上洛を契機に関長原から地形的に堅固な上横川村に移転、当初は「横川関所」と呼ばれたが宝永5年（1708年）7月より「碓氷関所」と称した。

### 関所番と関所の構造
関所の警固は、元和2年（1616年）、井伊直勝が任命されたのが始まりで、代々安中藩主が務めていた。街道東西にそれぞれ門があり、その間52間2尺（約92メートル）が関所の範囲だった。東門は安中藩の所管、西門は幕府所管であり「天下門」と呼ばれた。関所には以下の人々が勤務しており、番頭・平番は役替えによる交替もある安中藩士のため、もとは安中から通勤したが、元禄6年（1693年）から関所内に住宅を建てて居住するようになった。定附（さだめつき）と言われる同心と西門番は安中藩主の転封に関係なく定住し世襲していた。番頭・平番の住居は関所内の通りの北側、石垣で高くなっている場所に番所とともに並んでいた。
| 役職     | 人数 | 俸禄        | 常勤数 | 備考                  |
| -------- | ---- | ----------- | ------ | --------------------- |
| 番頭     | 2    | 50石        | 1      | 安中藩士、1日交替勤務 |
| 平番     | 3    | ？          | 2      | 安中藩士、12時間交替  |
| 定附同心 | 5    | 15俵2人扶持 | 3      | 世襲                  |
| 西門番   | 2    | 9俵1人扶持  | 2      | 世襲                  |
| 東門番   | 2    | 給金        | 2      | 安中藩中間、2年季     |
| 改女     | 2    | なし        | 1      | 西門番の妻女          |
| 中間     | 4    | 給金        | 4      | 1年季で雇った近隣領民 |

## 碓氷関所の検閲
碓氷関所は、中山道の福島関所、東海道の箱根関所、奥州街道・日光街道の房川渡中田関所、甲州街道の小仏関所、北国街道の関川関所と同様に、「入鉄砲に出女」を取り締まっていた。碓氷関所では、徳川幕府による留守居証文により一元的に江戸からの不法な出女を監視していたが、関所近隣在住の女性の通関に対しては特別な配慮もあった。

## 関所破り・忍通り
近世に碓氷関所を破った例としては、以下のような記録がある。
1. 17世紀末、佐治兵衛。川久保（現・松井田町原）で発見され、江戸に送られて獄死。碓氷関所西の川久保川原で獄門となった。
2. 享保16年（1731年）、坂本宿の長太郎。女に頼まれ裏山を越えたことが発覚し目籠に入れられ江戸に送られたが判決は不明。
3. 年不明6月、江戸の長兵衛。女を連れて関所右方の山越え、博奕盗みの余罪もあり磔。
4. 享和元年（1801年）、儀兵衛。女を連れ欠落ち、11月23日に江戸牢屋敷で判決言渡し、27日に横川で磔。
5. 文化年間（1804年 - 1818年）、藤田大助。奥州から女を連れて碓氷・福島の関所を破り京都で盗みを働いて磔となった。碓氷関所には捨札（罪状を記した立札）のみが立てられた。
6. 文政13年（1830年）12月、越後国の僧祖海。江戸の駕籠舁き2名、新吉原の遊女との4名で山越えを行った。駕籠舁き八五郎は逃亡し遊女は奴の刑を受け、駕籠舁き五兵衛は獄死したため、五兵衛の塩漬け死体と祖海が横川村東の碓氷川川原で磔とされた。

関所を偽装して通行しようとした例（忍通り）として、宝暦3年（1753年）3月17日の以下の事例がある。
江戸在住の22歳の浪人・岡田徳左衛門は生国越後に帰国しようとして、碓氷関所を通過するため鷹匠と偽ったが疑われ通過できなかった。徳左衛門は通りがかった坂本宿の馬方・平蔵と文蔵に依頼し、刀脇差を馬背荷物とし、馬方に偽装して通過しようとしたが発覚して彼ら3名と、他に関与を疑われた馬方2名が捕縛された。7月2日、徳左衛門には重追放の判決が下され、平蔵は5月に三宅島に遠島となり、帰国が許されたのは36年目の寛政元年（1789年）2月のことだった。

## 碓氷関所廃止と史跡指定

### 関所の廃止
碓氷関所は、明治2年（1869年）2月2日に廃止され、4月9日から門・番所・塀などの取り崩しが行われた。

### 史跡指定
碓氷関所跡は、  昭和30年（1955年）1月14日、群馬県指定文化財に指定された。昭和34年（1959年）1月、東京大学教授工学博士・藤島亥治郎の設計により柱や門扉・礎石など当時の部材を使って東門が復元された。ただし、当時の場所ではなく、番所の跡に復元された。当時の関所の建物は現存しない。域内に碓氷関史料館がある。

## 堂峯番所
坂本宿から碓氷峠に向かう途中の刎石山中腹には碓氷関所の遠見番所として堂峯番所が置かれていた。ここは見張りのほかに出女・乱心・手負・囚人・首・死骸の再検察を行った。ただし安永4年（1775年）の『堂峯勤番日記』によると1日あたりの記帳は1件程度で非常に少ない。堂峯番所では同心2名・中間2名が勤務した。

## その他

### 文化財
- おじぎ石 - ここで旅人が役人におじきをして通行手形を差し出して通行の許可を受けたところ。

### 催事
- 毎年5月第2日曜日、「安政遠足 侍マラソン」が行われる日に、同時に関所祭りが催される。

### 所在地
- 群馬県安中市松井田町横川
- JR信越本線横川駅から徒歩5分。
- 開業当時のトロッコ列車シェルパくんは、ぶんかむら駅を出た後に関所前に停車し、放送による解説が行われていた。

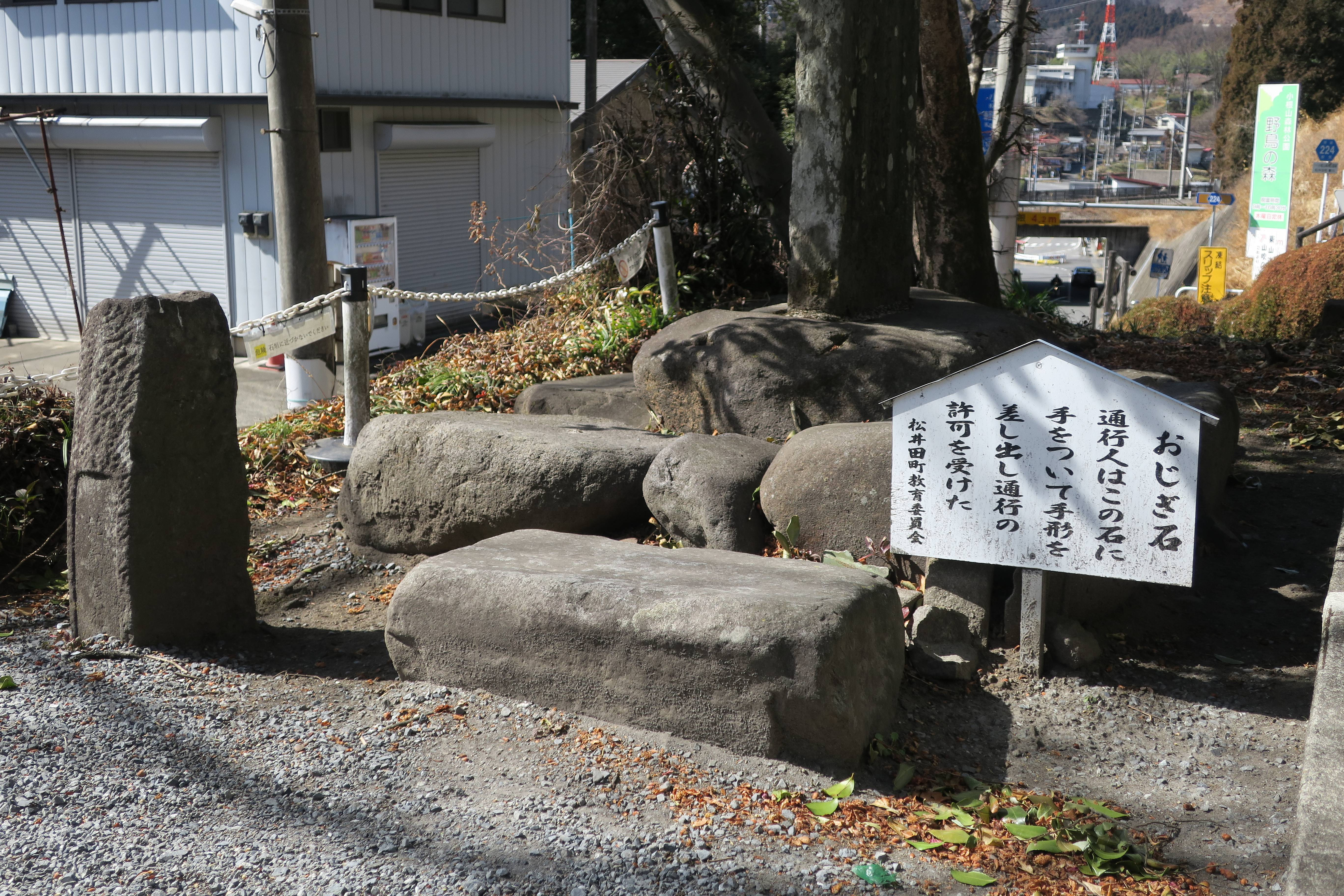
おじぎ石
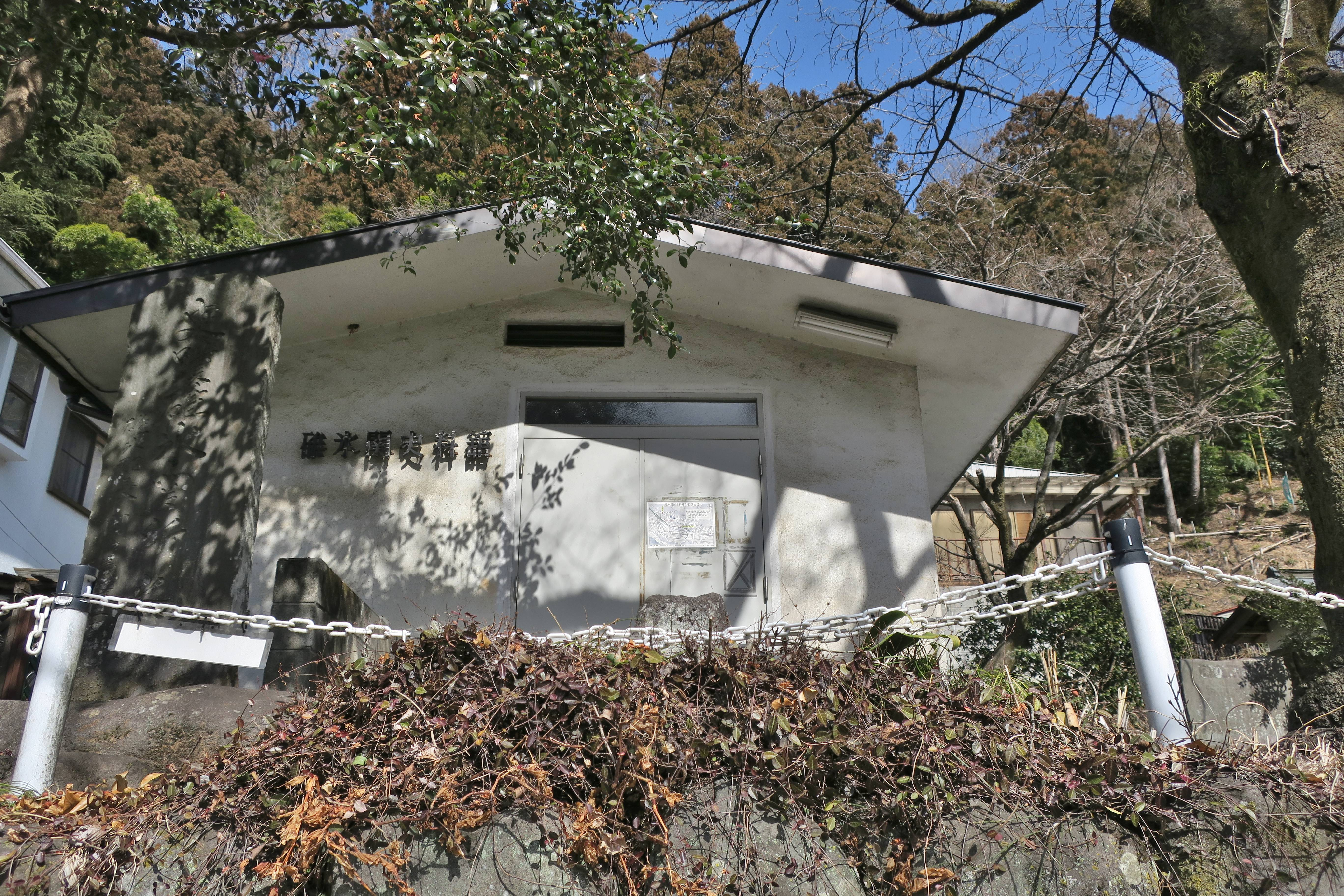
碓氷関史料舘跡
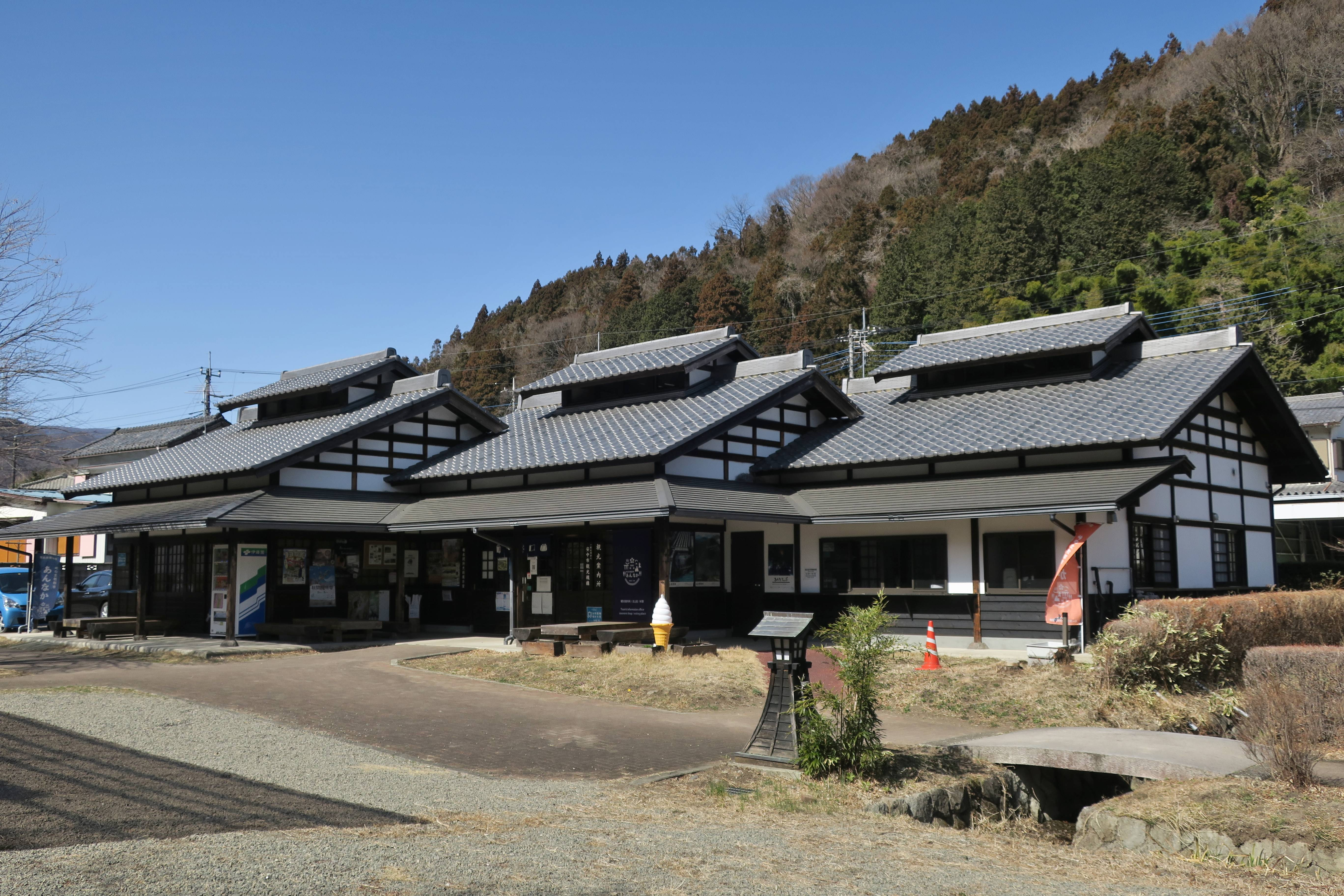
安中市観光機構（碓氷関所史料展示室併設）
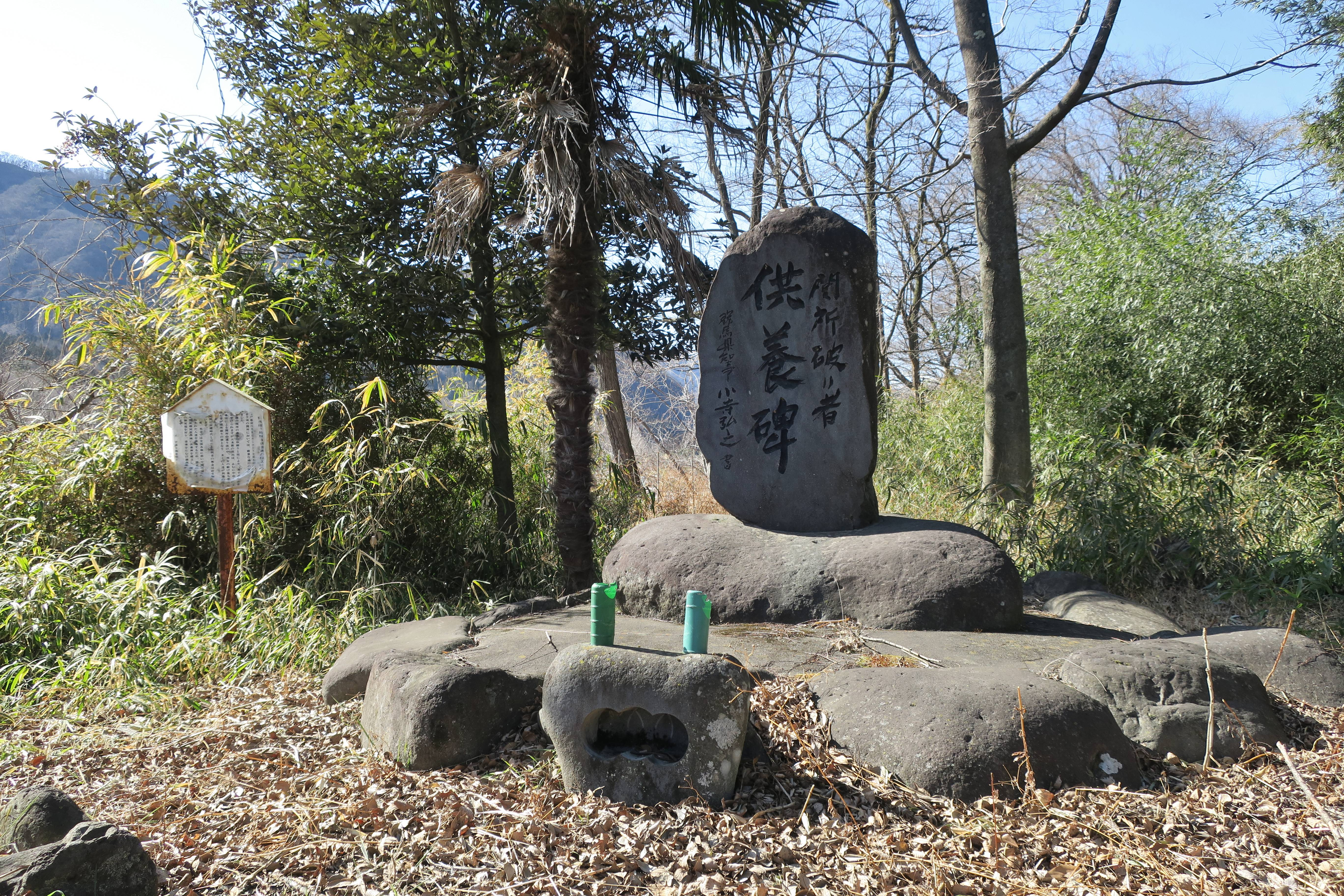
関所破り者供養碑

## 参考資料
- 大島延次郎「碓氷の関所」『改訂版　関所』、株式会社新人物往来社、1995年、127-150頁。
- 荒井貢次郎「近世・碓井関所除け・山越え科人と行政役人-‐穢多・弾左衛門専管磔刑公役の未刊資料から―1―」『東洋法学』第17巻、東洋大学、1973年、1頁。
- 金井達夫「近世関所の近傍に居住の女性通関とその実態　-　中山道碓井関所を事例として　-」『駒澤史学』第53巻、駒澤大学、1999年、17－41頁。
- 金井達夫「鉄砲証文-老中裏印証文及び留守居断状の存在と役割: 房川渡中田 (栗橋) 関所を事例として」『駒澤史学』第56巻、駒澤大学、2000年、58-87頁。
- 松井田町誌編さん委員会『松井田町誌』松井田町誌編さん委員会、1985年12月25日。doi:10.11501/9643733。(要登録)

- 安中市史刊行委員会 編『安中市史』 第2巻 通史編、安中市、2003年11月1日。